# Mariposa, Peru
Mariposa är en stad i mellersta Peru i departementet Junín. Staden är huvudort i distriktet Pampa Hermosa.